# Heilig recht
Heilig recht is een Nederlandse stomme film uit 1914 van Louis Chrispijn. Het scenario is gebaseerd op het toneelstuk Heilig recht (1911) van Otto Zegers. De film is ook bekend onder de titels De dochter van de portier en Gebroken levens.
De film vertelt over een rechtbankdrama, van een vader en dochter die recht tegenover elkaar staan, omdat vader de verloofde van zijn dochter zou hebben vermoord en zijn onschuld moet bewijzen tegen de rechter. Hij wordt dan vrijgesproken maar overlijdt al snel door zijn enorme verdriet.

## Rolverdeling
| Acteur                  | Personage       |
| ----------------------- | --------------- |
| Annie Bos               | Leida van Galen |
| Louis Bouwmeester       | Arie van Galen  |
| Esther de Boer-van Rijk | Koos            |
| Louis Chrispijn jr.     | Max de Nessel   |